# Juan de Garlandia
Juan de Garlandia (c. 1195-después de 1272), John de Garland, latinizado Johannes de Garlandia o Johannes Anglicus, galizado Jean de Garlande, también conocido en español como maestre Johan el Inglés o Juan Ánglico por su origen, fue un profesor universitario, escritor, lexicógrafo, retórico, gramático, poeta y teólogo medieval inglés, que no debe ser confundido con su contemporáneo y homónimo Juan de Garlandia (músico).
Nació en Inglaterra, quizá alrededor de 1195, estudió en Oxford y marchó a la Universidad de París en 1220 como maestro. Desde 1229 hasta 1232 Johannes enseñó en la escuela superior fundada en Toulouse, regresando después a París.
Sus escritos tratan temas gramaticales y retóricos y, en general, están escritas en versos hexámetros.

## Biografía
Según Edmond Faral habría nacido hacia 1180. Se le llama de Garlandia por la calle Garlande de París donde habitó cuando enseñaba allí por la década de 1220. Estudió en Oxford y fue discípulo de Alain de Lille; a causa de la huelga de profesores de la Universidad de París, fue invitado en 1229 a enseñar en la recién creada Universidad de Toulouse, pero las revueltas de los cátaros (1229-1231) que describe en su De Triumphis le hicieron volver pronto a París y a su fértil vida de escritor (compuso 17 obras que son suyas con certeza y otras 12 que se le atribuyen con menos solidez); era un escritor interesado por todo: gramática, retórica, ascética y teología. Se consideraba a sí mismo, frente a sus colegas Alejandro de Villadei y Evrardo de Béthune, un innovador en cuestiones gramaticales; es cierto que como Roger Bacon en su mismo siglo defendía la cultura clásica y la lectura de los auctores clásicos latinos y griegos y tomó partido contra los lógico-gramáticos escolásticos. 
Escribió un diccionario (Dictionarius) en latín (1218-1220) y a parejos intereses lexicográficos responden sus Synonima y su Multorum vocabulorum equivicorum interpretatio. En su Poetria (de arte prosayca, metrica et rhytmica) (hacia 1230) trata cuestiones de Retórica y Poética en siete partes, distingue numerosos tipos de prosa y establece una influyente división de los géneros literarios: tragedia y comedia quedarán diferenciadas en cuanto al estilo (grave en aquella y simple en ésta) y en cuanto a la forma narrativa (tragoedia, scilicet carmen quod incipit a gaudio et terminal in luctu; comoedia, scilicet carmen iocosum incipiens a tristitia et terminans in gaudium), lo que influyó la denominación que Dante Alighieri dio a su gran poema. También distingue claramente entre res gesta o historia y res ficta o fábula, así como res ficta quae tamen fieri potuit. La épica o narrativa puede escribirse en prosa o verso (narratio communis est prose et metro). Añade a los tres estilos tradicionales otros que se cultivaban en su época. 
Como poeta compuso un Epithalamium beatae Virginis Maria que fue entregado al legado papal Romano de Santángelo, uno de los fundadores de la universidad de Toulouse, en 1230; unas Georgica Spiritualia y un Floretus sancti Bernardi in se continens sacre theologie et canonum flores y comentó al latino Ovidio en sus populares Integumenta Ovidii. Otras obras suyas son el Compendium totius grammatices, Summa mysteriorum, metrice, cum comento y el De triumphis Ecclesiae; se le atribuye el poema humorístico Facetus in latino.

## Obras
- Ars lectoria ecclesiae, sive Accentarium (c. 1248)
- Assertiones fidei (c. 1230)
- Commentaria in Doctrinali Alexandri de Villa-Dei
- Commentarius (1246)
- Comm. sup. gl., sive Cornutus antiquus et novus
- Compendium grammaticale (sobre gramática); Clavis compendii (c. 1234)
- Composita verborum
- Conductus o Conductum de Tholosa (c. 1230), sobre Toulouse
- De mensurabili música sobre teoría musical
- De mysteriis ecclesiae (1245), escrito alegórico-simbólico
- De orthographia
- De plana música, sobre teoría musical
- De triumphis ecclesiae (1252) (sobre las cruzadas)
- Dictionarius (c. 1220)
- Dictionarius metricus
- Distichium sive Cornutus (opus est grammaticale)
- Epithalamium beatae Mariae virginis (1230), sobre la Virgen María
- Equivoca
- Exempla honestae vitae
- Floretus sancti Bernardi in se continens sacre theologie et canonum flores
- Georgica spiritualia (c. 1230)
- Gesta apostolica (c. 1230)
- Integumenta super Ovidii Metamorphosin (c. 1234), escrito alegórico-simbólico, más conocido como Integumenta Ovidii; hay una edición italiana de 1933 por Fausto Ghisalberti.
- Liber accentuum, et de prosodia
- Liber de constructionibus
- Memoriale(c. 1234), sobre escritos medicinales
- Miracula beatae Mariae virginis, sive Stella maris, sive Liber metricus (c. 1248), sobre la Virgen María
- Morale scolarium, sive Opus satiricum (1241)
- Multorum vocabulorum equivicorum interpretatio
- Nomina et verba defectiva
- Parisiana poetria de arte prosayca, metrica et rhythmica (c. 1234) (sobre estilo=
- Summa mysteriorum, metrice, cum comento
- Synonyma
- Unum omnium
- Verba deponentalia